# 前田泰一
前田 泰一（まえだ たいいち、1846年 - 1884年9月13日）は、日本の実業家、会衆派教会のクリスチャンである。

## 人物
摂津三田藩に生まれ、三田藩士になる。藩に派遣され慶應義塾で学び、塾長福沢諭吉の影響でキリスト教に触れる。アメリカン・ボードの宣教師J・D・デイヴィスと知り合いになったことをきっかけに、デイヴィスとD・C・グリーンの協力をすることになる。
神戸宇治野村に英語塾を開き、キリスト教書店便利堂を開く。そして、元町講義所を開く、1874年に11名が洗礼を受けて、西日本最初の教会である、摂津第一公会が設立される。北海道開拓のための赤心社の設立にも関わる。
1874年松山高吉と一緒に『讃美歌集』を編纂する。
1882年に教会会規に違反して教会を除名処分を受ける。1884年9月7日に教会に復帰するが、一週間後大阪で急死する。